# Coris nigrotaenia
Coris nigrotaenia är en fiskart som beskrevs av Jonathan K.L. Mee och Hare, 1995. Coris nigrotaenia ingår i släktet Coris och familjen läppfiskar. IUCN kategoriserar arten globalt som otillräckligt studerad. Inga underarter finns listade i Catalogue of Life.